# Маријанскаја
Маријанскаја (рус. Марьянская; адиг. Хьамэзы) насељено је место руралног типа (станица) на југозападу европског дела Руске Федерације. Налази се у западном делу Краснодарске покрајине и административно припада њеном Красноармејском рејону.
Према подацима националне статистичке службе РФ за 2017, станица је имала 11.742 становника..

## Географија
Станица Маријанскаја се налази у западном делу Краснодарске покрајине, односно на крајњем југу Кубањско-приазовске степе. Лежи на десној обали реке Кубањ на надморској висини од око 6 метара. Село се налази на око 30 км западно од покрајинског административног центра, града Краснодара, односно на око 44 км југоисточно од рејонског центра, станице Полтавскаје.

## Историја
Село је основано 1823. као једно од нових козачких насеља на Кубању, а званичан статус козачке станице добија 1842. године. Новоосновано насеље је добило име Маринскаја (рус. Марьинская) у част императорке Марије Фјодоровне, супруге императора Павла I.
У периоду 1935—1953. станица је била административним центром Маријанског рејона.

## Демографија
Према подацима са пописа становништва 2010. у селу је живело 10.643 становника, док је према проценама за 2017. број становника био нешто већи и у станици су живела 11.742 житеља.
| 1959. | 1979. | 1989. | 2002.  | 2010.  | 2017.  |
| ----- | ----- | ----- | ------ | ------ | ------ |
| 7.856 | 8.754 | [ 3 ] | 10.221 | 10.643 | 11.742 |